# Ga Tangjeong
Ga Tangjeong (Tiếng Hàn: 탕정역, Hanja: 湯井驛) là ga tàu điện ngầm trên Tàu điện ngầm vùng thủ đô Seoul tuyến 1 trên Tuyến Janghang ở Maegok-ri, Tangjeong-myeon, Asan-si, Chungcheongnam-do. Nó mới được thành lập giữa Ga Asan và Ga Baebang.
Việc xây dựng bắt đầu vào tháng 10 năm 2018 và khai trương vào ngày 30 tháng 10 năm 2021.

## Lịch sử
- Tháng 10 năm 2018: Khởi công xây dựng
- 30 tháng 10 năm 2021: Khai trương

## Bố trí ga
| ↑ Asan    |
| \| ２     |
| Baebang ↓ |

| １ | ● Tuyến 1 | ← Hướng đi Suwon · Guro · Đại hoc Kwangwoon     |
| ２ | ● Tuyến 1 | → Hướng đi Baebang · Onyangoncheon · Sinchang → |

## Xung quanh nhà ga
- Trung tâm an toàn Jangjae 119
- Trường trung học Seolhwa
- Trường trung học cơ sở Seolhwa
- Trường tiểu học Yeonhwa
- Trường tiểu học Asan Yongyeon
- Đại học Sunmoon Cơ sở Asan
- Trường tiểu học Handeul Mulbit
- Trung tâm thành phố Asan Gwell Prugio
- Trường trung học cơ sở Handeul Mulbit
- Sân vận động thành phố Tangjeong
- Nhà máy màn hình Asan Samsung